# Вальберг (Нурланн)

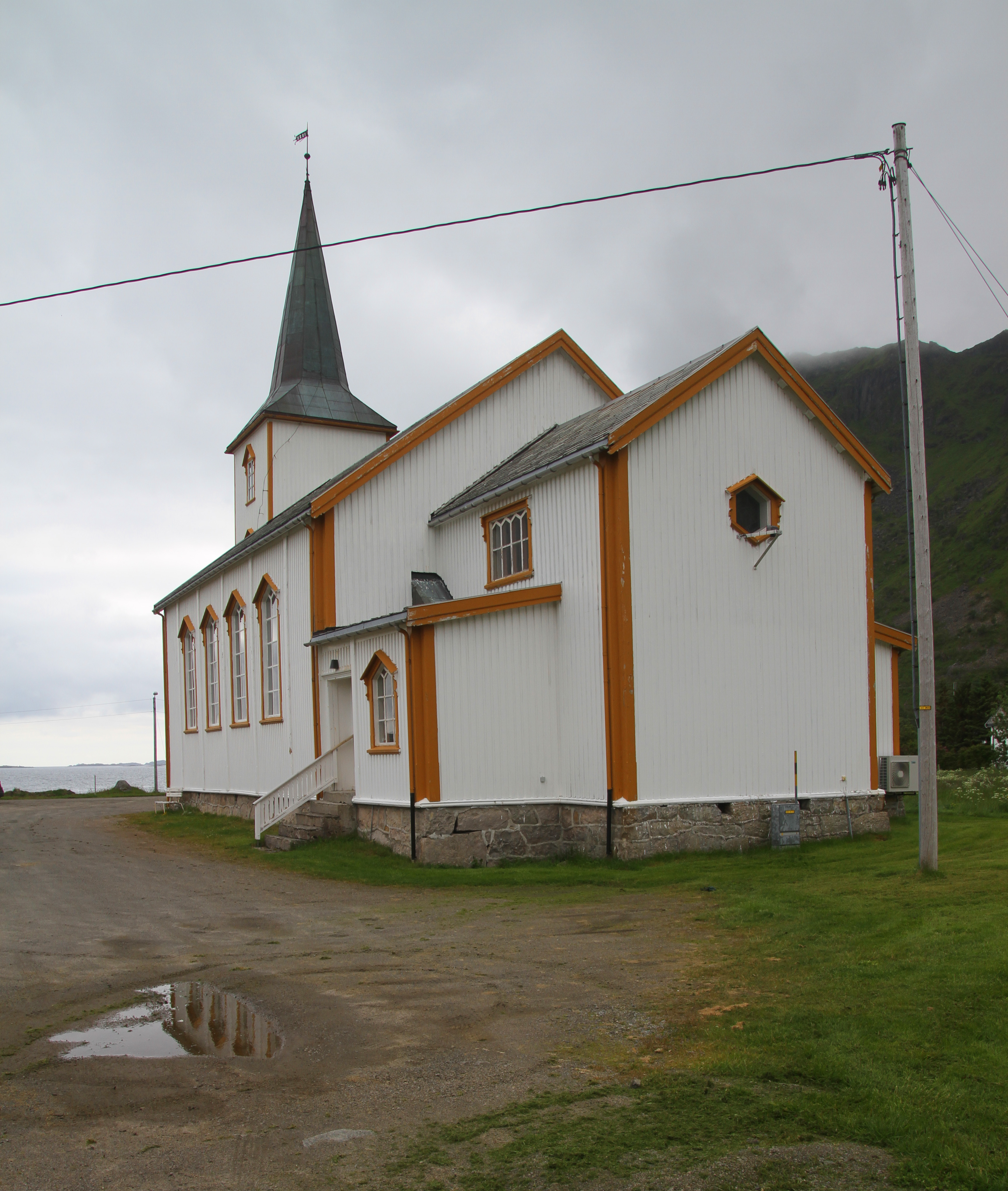

Вальберг (норв. Valberg) — бывшая коммуна в фюльке Нурланн, Норвегия.
Коммуна была образована после раскола коммуны Борге в 1827 году.
1 января 1963 года коммуна она была объединена с коммунами Борге, Хуль и Букснес и образовала новую коммуну Вествогёй. Перед объединением население Вальберга составляло 662 человека.